# Керамічний блок
Керамічний блок або керамічний камінь — це штучний керамічний камінь складної форми, призначений для кладки стін, перегородок, перекриттів, огороджень і т. д. Високотехнологічний будівельний матеріал, що є заміною цегли пустотілої, одержаний способом формування і випалення глини. Розмір одного керамічного блоку в 2,1-14,9 раза перевищує стандартний розмір цегли . Керамічний блок має дуже високу порожнистість: від 50 до 72 % (для пустотілої цегли порожнистість становить 25-42 %), що обумовлює малу середню щільність виробу — від 650 до 1000 кг / м3.

## Альтернативні назви
Поризована кераміка, тепла кераміка, керамічний камінь, керамоблок.

## Застосування
Останнім часом керамічний блок отримав широке застосування в житловому і промисловому будівництві малоповерхових і багатоповерхових будівель (до 9 поверхів). При заповненні керамічними блоками каркасних конструкцій поверховість будівлі практично не обмежена. Тепла кераміка є відмінним сучасним варіантом, як для зведення опорних стін, так і міжкімнатних перегородок. Будинок з керамоблоку добре зберігає тепло, тому що під час формування керамічного блоку, в нему утворюються повітряні камери, які дозволяють стінам не промерзнути.